# Sonia Robertsonová
Sonia Robertsonová (* 2. června 1947) je bývalá zimbabwská pozemní hokejistka, členka týmu, který v roce 1980 na olympijských hrách v Moskvě vybojoval zlaté medaile. V turnaji nastoupila pouze v utkání se Sovětským svazem.
Členkou týmu byla také Sandra Chicková její sestra, dvojče.